# El tapiz del vampiro
El tapiz del vampiro es una novela de vampiros escrita en 1980 por la escritora estadounidense Suzy McKee Charnas, y con ella fue nominada al premio Nébula en 1981, habiendo ganado en 1980 el premio a la mejor novela corta por el relato El tapiz del unicornio, que está incluido en esta novela. Fue publicada en España en 1991 por la editorial Alcor y fue reeditada en el año 1993 por Martínez Roca, y en el año  2009 por la editorial Alamut.
Posteriormente Suzy McKee realizó una adaptación teatral del relato El tapiz del unicornio, estrenada en el Magic Theatre en San Francisco.
En esta novela la figura del vampiro manifiesta una visión nueva desde una perspectiva científica, que el propio Weyland describe en una conferencia teorizando cómo sería un vampiro "real": un depredador superespecializado que debe hacerse pasar por humano para evitar ser descubierto por su presa, abundante y a la vez peligrosa.

## Sinopsis
El protagonista es el doctor Edward Weyland, un brillante y tradicional antropólogo que trabaja en una universidad de Nueva Inglaterra. Pero bajo su elegante fachada académica se encuentra un depredador adaptado a su ambiente: en realidad Weyland es un vampiro que debe adaptarse a la sociedad humana para pasar desapercibido y sobrevivir acechando a sus presas.
Sin embargo, su engaño está a punto de ser descubierto y se verá obligado a emprender un terrible viaje a través de una serie de escenarios para poder ocultarse de nuevo y encontrar nuevas facetas para comprenderse a sí mismo y las emociones que necesita interponer entre él y sus víctimas.